# Милитантан
Милитантан је особа која захтева социјалне промене али је мање спремна на компромис, захтевајући често и револуционарну промену власти и система. Могу заступати различита политичка или верска уверења као и средства којима се служе, укључујући и оружане акције. Већа је вероватноћа да особе које се сматрају милитантним у једном друштву постану агитатори или дисиденти.